# Absinthine
Absinthine is een in absintalsem (Artemisia absinthium) voorkomende organische verbinding en is een van de meest bittere stoffen, die de specifieke smaak aan absint geeft. De stof vertoont biologische activiteit en lijkt heilzaam te werken bij ontstekingen. Naast absinthine komt in absintalsem ook thujon voor.

## Structuur en biosynthese
De structuur van absinthine is een sesquiterpeenlacton, hetgeen betekent dat het behoort tot een grote categorie van natuurlijke producten, die chemisch afkomstig zijn van organische bouwblokken verkregen uit isopreen. De volledige structuur bestaat uit twee gelijke monomeren, die aan elkaar gekoppeld worden door een veronderstelde natuurlijke diels-alderreactie, die plaatsvindt bij de alkenen in de cyclopentadieenring.

## Totaalsynthese
In 2005 werd een totaalsynthese voor (+)-absinthine gepubliceerd. De synthese start van het commercieel verkrijgbare santonine (1), waarbij eerst een ringexpansie doorgevoerd wordt, zodat het guaianolide-monomeer (2) wordt gevormd. Dit wordt gevolgd door een diels-alderreactie tot het guaianolide-dimeer (3), dat vervolgens via een 5-tal stereochemische modificaties wordt omgezet in (+)-absinthine (4).